# Психосинтез
Психосинтез (итал. Psicosintesi, англ. Psychosynthesis) — метод психотерапии, саморазвития и интегрального обучения, основанный на теории, разработанной итальянским психологом и психиатром Роберто Ассаджиоли.

## Описание метода
В начале 20 века Роберто Ассаджиоли, соединив в своей психотерапевтической практике различные приемы и подходы психотерапии, разработал новый метод лечения, которому дал название «психосинтез». Создание психосинтеза было попыткой соединить всё лучшее, созданное З. Фрейдом, К. Юнгом, П. Жане и др., а также создать возможности для самопознания личностью себя, самоосвобождения её от иллюзий и перестройки вокруг нового «центра Я».
Для достижения гармоничной внутренней интеграции, постижения истинного «Я» и формирования правильных взаимоотношений с другими людьми Ассаджиоли предложил следующий подход:
1. Глубокое познание своей личности.
2. Контроль над составными частями своей личности.
3. Постижение своего «Высшего Я» (см. модель) — выявление или создание объединяющего центра.
4. Психосинтез: формирование или перестройка личности вокруг нового центра.

## Модель человека, предложенная Ассаджиоли

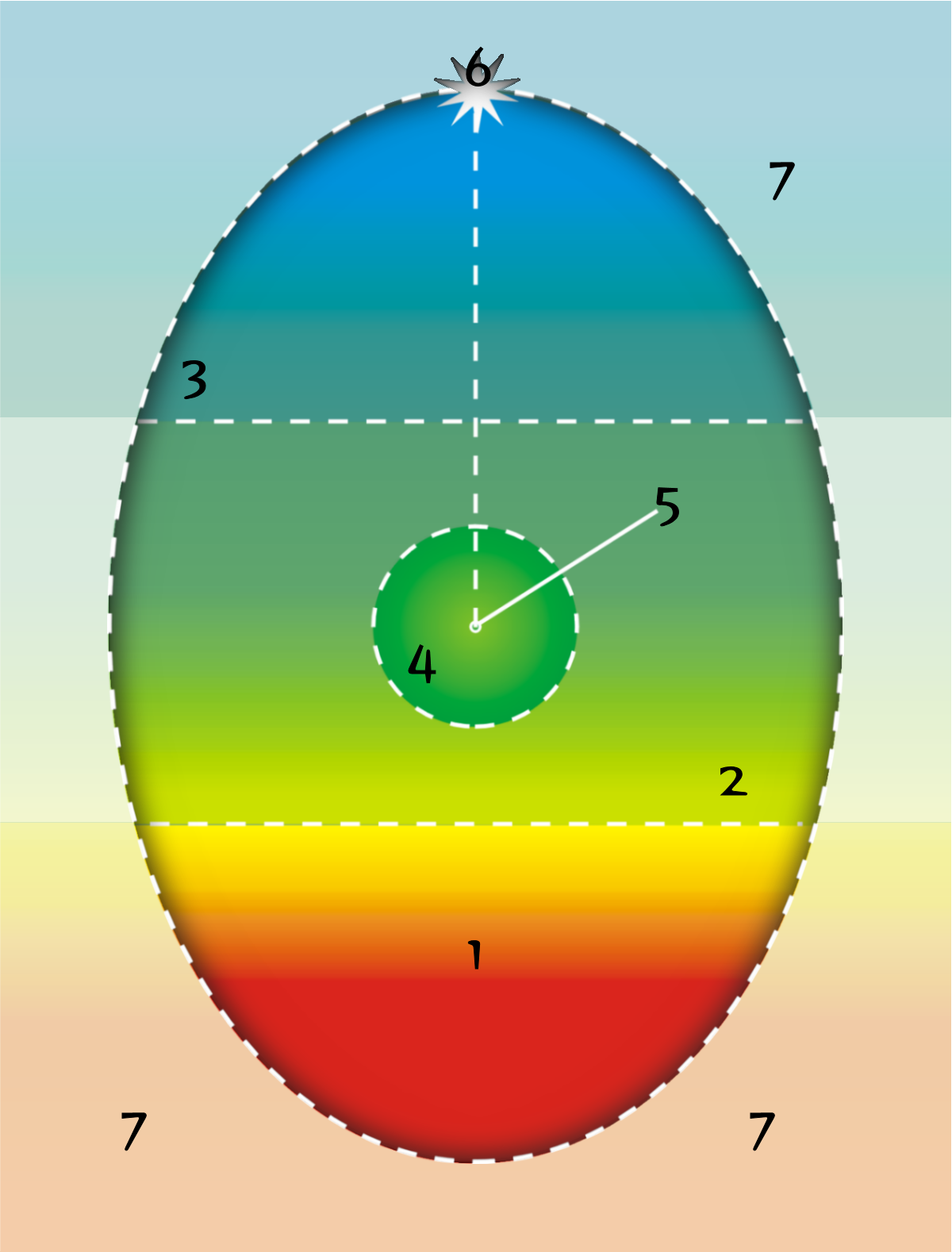
Схема строения внутреннего мира человека, предложенная Р.Ассаджиоли

Концепцию Ассаджиоли можно представить в виде следующей модели («egg diagram»):
1. Нижнее бессознательное — простейшие формы психической деятельности, управляющие жизнью тела; основные влечения, примитивные побуждения; «комплексы», сновидения; различные патологические проявления (фобии, мании, навязчивые идеи и желания) и т. д.
2. Среднее бессознательное — элементы, сходные с психическими элементами бодрствующего сознания. В среднем бессознательном усваивается полученный опыт и появляются плоды повседневной деятельности ума и воображения, проявляющиеся в свете сознания.
3. Высшее бессознательное — область проявления высших форм: интуиция, вдохновение, высшие чувства, стремление к героическим поступкам, талант.
4. Поле сознания — непосредственно осознаваемая часть личности; поток мыслей, чувств, ощущений, доступных наблюдению, анализу и оценке.
5. Сознательное «я» — точка чистого самоосознания; смысловой стержень сознания личности.
6. Высшее «Я» — истинное Я, существующее над сознательным «я»; центр, из которого «я» возвращается в сознание (после сна, гипноза, обморока и т. п.)
7. Коллективное бессознательное — внешняя психическая среда.

## Избранная библиография
- Roberto Assagioli Psychosynthesis: A Collection of Basic Writings. ISBN 0-9678570-0-7
- Roberto Assagioli The Act of Will. ISBN 0-670-10309-8
- Roberto Assagioli Jung and Psychosynthesis. New York: Psychosynthesis Research Foundation.
- Piero Ferrucci What We May Be: Techniques for Psychological and Spiritual Growth Through Psychosynthesis. ISBN 0-87477-262-1
- Molly Young Brown Unfolding Self: The Practice Of Psychosynthesis. ISBN 1-58115-383-X
- John Firman and Ann Gila Psychosynthesis: A Psychology of the Spirit. ISBN 0-7914-5534-3
- Will Parfitt Psychosynthesis: The Elements and Beyond. ISBN 978-0-9552786-0-0
- Jean Hardy A Psychology with a Soul: Psychosynthesis in Evolutionary Context. ISBN 0-14-010218-2
- Henryk Misiak and Virginia Staudt Sexton Phenomenological, Existential, and Humanistic Psychologies: a Historical Survey. ISBN 0-8089-0814-6

На русском языке
- Духовное развитие и нервные расстройства // Журнал «Урания», М., 1991, No 2.[неавторитетный источник] (недоступная ссылка)
- Психосинтез. Теория и практика. — Киев: PSYLIB, 2002.
- Редьяр Д. Роберто Ассаджиоли и психосинтез // Журнал «Урания», М., 1991, No 2.[неавторитетный источник] (недоступная ссылка)